# Gefrorene-Wand-Spitzen
Gefrorene-Wand-Spitzen – szczyt w Alpach Zillertalskich, w Alpach Wschodnich. Leży w Austrii w kraju związkowym Tyrol. Góra ma dwa wierzchołki: północny, wyższy – 3288 m oraz południowy, niższy – 3270 m. Między wierzchołkami zlokalizowana jest górna stacja kolejki linowej (3245 m n.p.m.) i taras widokowy (3250 m n.p.m.). Dolna stacja znajduje się w miejscowości Hintertux (ok. 1500 m n.p.m.). Na szczyt można wejść od północy trasą ze schroniska Spannagelhaus (2531 m), od południa trasą ze schroniska Olpererhütte (2388 m n.p.m.) lub od wschodu ze schroniska Friesenberghaus (2498 m).
Pierwszego wejścia, w 1867 r., dokonał dr Berreitter.